# Spyridon Marinatos
Spyridon Nikolaou Marinatos (grego: Σπυρίδων Νικολάου Μαρινᾶτος, Lixouri, 4 de novembro de 1901 - Santorini, 1 de outubro de 1974) foi um dos primeiros arqueólogos grego do século XX.

## Biografia
Marinatos começou sua carreira em Creta como diretor do Museu Arqueológico de Heraclião em 1929 onde ele encontrou Sir Arthur Evans. Ele conduziu várias escavações em Creta em Dreros, Arcalochori, Vatípetro e Gazi, as quais resultaram em achados espetaculares. Em 1937 tornou-se pela primeira vez diretor do Serviço de Antiguidades na Grécia. Pouco depois, ele tornou-se professor da Universidade de Atenas. Ele voltou sua atenção para os micênicos, considerando-os como os primeiros gregos. Ele escavou muitos sítios micênicos no Peloponeso, incluindo um túmulo real não-saqueado em Routsi, perto de Pilos. Ele também escavou nas Termópilas e em Maratona, os sítios onde importantes batalhas das Guerras Médicas ocorreram.
Sua descoberta mais notável foi o sítio de Acrotíri, uma cidade-porto minoica na ilha de Santorini. A cidade foi destruída por uma erupção massiva que enterrou-a debaixo de cinzas e pedra-pomes. Os tsunamis criados pela erupção destruíram os assentamentos costeiros de Creta também. Este evento é ligado por escritores populares e pela mídia ao mito de Atlantis. Guiado pelo local Nikos Pelekis, Marinatos começou as escavações em 1967, no entanto este morreu em 1974, após sofrer um derrame.

### Política
Ele foi diretor geral de antiguidades do Ministério Grego da Cultura durante o governo autocrático ou Regime dos Coronéis. O conhecimento que ele cultivou com os coronéis que foram o poder na Grécia, em especial o líder da junta militar de 1964-1967, George Papadopoulos, foi ideológico. Marinatos estava comprometido com uma visão de um país patriótico bem ordenado, que ele esperava que o regime iria construir. Sua filiação política criou polêmica entre seus pares acadêmicos. No entanto, ele foi demitido pelo ditador Ioannides em 1973.

## Livros
Seu Creta e Micenas foi originalmente publicado em alemão em 1960. Seu artigo mais importante foi sobre "A destruição vulcânica da Creta minoica" (1939). Suas escavações em Thera foram publicadas em seis volumes delgados (1968-1974). "Vida e Arta na Thera pré-histórica" foi uma das suas últimas publicações. (1972).

## Sítios arqueológicos
Marinatos foi responsável pelas escavações em:
- Akrotiri (cidade pré-histórica), Thera
- Amnisos
- Arkalochori
- Vathypetro

## Legado
Ele foi mencionado no vídeo game Indiana Jones e o Destino de Atlântida, que também dispões de um complô envolvendo Thera e a cidade subaquática lendária.